# Alan Rudkin
Alan Rudkin (St Asaph, 18 novembre 1941 – Liverpool, 22 settembre 2010) è stato un pugile britannico, campione europeo dei pesi gallo nel 1971 a spese di Franco Zurlo. È stato tre volte sfidante al titolo mondiale ma senza successo.

## Carriera
Gallese, il 22 marzo 1965, a Nottingham, conquista il titolo britannico e del Commonwealth dei pesi gallo battendo ai punti John Caldwell.  Questo risultato gli permette di essere designato sfidante al titolo mondiale della categoria in possesso del terribile Fighting Harada, uno dei più forti pugili giapponesi di ogni tempo. Rudkin combatte per la prima volta all'estero e, il 30 novembre 1965, al Nippon Budokan di Tokyo, consegue un’onorevole sconfitta pur cedendo con largo margine di punti.
Il 6 settembre dell’anno successivo alla Wembley Arena perde ai punti con il Campione del mondo lineare dei pesi mosca Walter McGowan, in un match con in palio i titoli britannico e del Commonwealth dei gallo.
Il 28 settembre 1967, a Barcellona, cede all’ispano-marocchino Mimoun Ben Ali, un avversario da lui battuto in precedenza, consentendogli di conservare il titolo europeo dei pesi gallo. Esattamente un anno dopo, a Manchester, si prende la rivincita ai punti su McGowan e conquista la cintura nazionale e del Commonwealth.
A Melbourne nel 1969, Rudkin fallisce nuovamente l'assalto al titolo mondiale in possesso dell’australiano Lionel Rose. Un giudice inglese per un solo punto gli attribuisce la vittoria, mentre nei cartellini degli altri due il margine in favore del campione del mondo varia tra i cinque e i sette punti.
Il 12 dicembre 1969, il gallese nulla può al Forum di Inglewood (California) di fronte ai pugni del nuovo campione del mondo Rubén Olivares. Il messicano lo mette al tappeto una prima volta al primo round e due volte al secondo,  tanto da indurre l’arbitro a interrompere il match per knock-out tecnico dopo soli 5:30 di combattimento.
Dopo questo match, Rudkin combatte ancora per i titoli britannico e del Commonwealth dei gallo e dei piuma. Si aggiudica i primi ma non quelli della categoria superiore. Poi, il 16 febbraio 1971, alla Royal Albert Hall di Kensington (Londra), costringe al Kot dopo undici riprese l’italiano Franco Zurlo conquistando finalmente la cintura continentale dei gallo. Il suo dominio però dura solo sei mesi, perché il 10 agosto successivo, a Bilbao, è costretto a consegnare la cintura europea allo spagnolo Agustin Senin.
Combatte per l’ultima volta il 25 febbraio 1972 riconquistando il titolo britannico e del Commonwealth a spese del connazionale Johnny Clark, che batte ai punti in quindici riprese. Poi si ritira dal pugilato.

## Riconoscimenti e tragica fine
Alan Rudkin, nel 1973, è stato ammesso come membro dell'Ordine dell'Impero Britannico (MBE). Nel 2007 il Liverpool Echo lo ha incluso nella lista degli 800 più grandi cittadini di Liverpool, in occasione dell'800º anniversario della fondazione della città.
Rudkin fu trovato senza sensi alle prime ore dell'alba del 21 settembre 2010 in Mount Street, Liverpool. È deceduto la mattina del giorno successivo.